# Alpennordseite (Schweiz)
Koordinaten: 47° 0′ N, 8° 0′ O; CH1903: 642695 / 205591
Alpennordseite ist in der Schweiz der Sammelbegriff für die im Nordwesten der Schweizer Alpen liegenden Gebiete der Schweiz.
Die Alpennordseite umfasst den Jura, das Mittelland, die Schweizer Voralpen und die nördlichen Hochalpen, das ist der Zug Berner (i. w. S.) – Urner – Glarner Alpen (i. w. S.), also alles Gebiet zwischen den Alpendurchbrüchen von Rhone und Rhein.
Der Begriff Alpennordseite wird vor allem in Wettervorhersagen verwendet, da sich die Wetterlage hier meist von derjenigen auf der Alpensüdseite unterscheidet, wobei allerdings keine einheitlichen Bedingungen vorherrschen: Das Wallis wie auch Nord- und Mittelbünden sowie das Engadin werden mit ihren inneralpinen Klimata eigenständig gesehen.
Kulturell ist die Alpennordseite als Hauptsiedlungsraum der Schweiz vielfältig.